# 汎用プログラミング言語
汎用プログラミング言語（はんようプログラミングげんご、英語: General-purpose programming language, G-P language）とは、特定の用途に特化しないプログラミング言語の総称である。ドメイン固有言語の対義語として用いられる。
一般に、プログラミング言語はチューリング完全で汎用であるので、特に意味がある分類というわけでもなく、単に汎用であることを再確認しているだけの語である。
プログラミング言語の中には、「他の用途にも使えなくもないが、特定の用途について特に力を発揮するように設計された」という経緯をもつ言語も存在するが、それに対して、特に「そのような用途を想定していない」という意味で使われることもある。

## 概要
C++の設計者であるビャーネ・ストロヴストルップによる次のような言葉がある。
"A G-P language is at best the second choice for any one application."
（訳 : 汎用プログラミング言語は、どのアプリケーションにおいても、二番目に最適な選択肢である。）
これは、問題に特化した言語が存在するなら、まずその言語が適切であり、次に、問題に特化した言語が存在しない場合や移植等といった事情がある場合においては汎用言語が適切である、という意味である。